# 5176 Yoichi
5176 Yoichi è un asteroide della fascia principale del diametro medio di circa 16,56 km. Scoperto nel 1989, presenta un'orbita caratterizzata da un semiasse maggiore pari a 2,6848187 UA e da un'eccentricità di 0,3112904, inclinata di 7,70803° rispetto all'eclittica.